# Vanda (rod rostlin)
Vanda (Vanda) je rod jednoděložných rostlin z čeledi vstavačovitých.
Je popsáno asi padesát botanických druhů.

## Nomenklatura

### Upřednostňovaný název
- Vanda Jones in R.Br.,  1820

### Typ
- V. roxburghii R.Br.,  1820

### Heterotypická synonyma
- Euanthe Schltr.,  1914 (pravděpodobné synonymum)
- Trudelia Garay,  1986 (možné synonymum)

## Vzhled
Zástupci rodu se vyznačují monopodiálním růstem. Na stonku mají natěsnány v
protilehlých řadách válcovité nebo řemenovité listy. Stonek bývá u starších
rostlin v dolní části bezlistý. Květy jsou ploché, 2 až 6 cm velké. Květenství
má obvykle 2 až 10 květů.

## Rozšíření
Vandy jsou epifytické, petrofytické nebo terestrické orchideje rostoucí v
především v jihovýchodní Asii. Hranice rozšíření jsou jižní Čína a Himálaj na severu a severní Austrálie na jihu. Některé druhy rostou i na Srí Lance nebo na Filipínách.

## Botanické druhy
- V. alpina Lindl. (Himálaj až Čína – jih prov. Jün-nan)
- V. arbuthnotiana Kraenzl. (Indie)
- V. arcuata J.J.Sm. (Indonésie – ostrov Sulawesi)
- V. bensoni Bateman (Indie – stát Ásam až Thajsko)
- V. bicolor Griff. (Bhútán)
- V. bidupensis Aver. & Christenson (Vietnam)
- V. brunnea Rchb.f. (Čína – prov. Jün-nan až Indočína)
- V. celebica Rolfe (Indonésie – ostrov Sulawesi)
- V. chlorosantha (Garay) Christenson (Bhútán)
- V. coerulea Griff. ex Lindl. (Indie – stát Ásam až Čína – jih prov. Jün-nan)
- V. coerulescens Griff. (Indie – stát Arunáčalpradéš až Čína – jih prov. Jün-nan)
- V. concolor Blume (jižní Čína až Vietnam)
- V. cristata Lindl. (Himálaj až Čína – severozápad prov. Jün-nan)
- V. dearei Rchb.f. (Borneo)
- V. denisoniana Benson & Rchb.f. (Čína – prov. Jün-nan až severní Indočína)
- V. devoogtii J.J.Sm. (Indonésie – ostrov Sulawesi)
- V. foetida J.J.Sm. (Indonésie – jih ostrova Sumatra)
- V. furva Lindl. (Indonésie – ostrovy Jáva a Moluky)
- V. fuscoviridis Lindl. (jižní Čína až Vietnam)
- V. griffithii Lindl. (východní Himálaj)
- V. hastifera Rchb.f. (Indonésie – ostrov Borneo)
  - V. hastifera Rchb.f. var. gibbsiae (Rolfe) P.J.Cribb (Indonésie – sever ostrova Borneo)
  - V. hastifera Rchb.f. var. hastifera (Indonésie – ostrov Borneo)
- V. helvola Blume (západní Malajsie)
- V. hindsii Lindl. (Nová Guinea až Austrálie – severní Queensland)
- V. insignis Blume (Indonésie – Malé Sundy)
- V. jainii A.S.Chauhan (Indie – stát Ásam)
- V. javierae D.Tiu (Filipíny)
- V. lamellata Lindl. (Tchaj-wan až Filipíny, Indonésie – sever ostrova Borneo)
- V. leucostele Schltr. (Indonésie – sever a západ ostrova Sumatra)
- V. lilacina Teijsm. & Binn. (Čína – prov. Jün-nan až Indočína)
- V. limbata Blume (Indonésie – ostrovy Jáva a Malé Sundy, Filipíny)
- V. lindeni Rchb.f. (Maluku)
- V. liouvillei Finet (Indie – stát Ásam až Indočína)
- V. lombokensis J.J.Sm. (Indonésie – Malé Sundy)
- V. luzonica Loher ex Rolfe (Filipíny – ostrov Luzon)
- V. merrillii Ames & Quisumb. (Filipíny)
- V. petersiana Schltr. (Myanmar)
- V. pumila Hook.f. (Nepál až Čína, prov. Chai-nan, Indonésie – sever ostrova Sumatra)
- V. punctata Ridl. (Malajský poloostrov)
- V. roeblingiana Rolfe (Filipíny)
- V. scandens Holttum (Borneo, Filipíny – ostrov Mindanao)
- V. spathulata Spreng. (Indie – státy Kérala a Tamilnádu, Srí Lanka)
- V. stangeana Rchb.f. (Indie – státy Arunáčalpradéš až Ásam)
- V. subconcolor T.Tang & F.T.Wang (Čína – jihozápad prov. Jün-nan až prov. Chai-nan)
  - V. subconcolor T.Tang & F.T.Wang var. disticha T.Tang & F.T.Wang (Čína – prov. Chai-nan)
  - V. subconcolor T.Tang & F.T.Wang var. subconcolor (Čína – jihozápad prov. Jün-nan až prov. Chai-nan)
- V. sumatrana Schltr. (Indonésie – ostrov Sumatra)
- V. tessellata Hook. ex G.Don (Indický subkontinent až Indočína)
- V. testacea Rchb.f. (Indický subkontinent až střední a jižní Čína)
- V. thwaitesii Hook.f. (Srí Lanka)
- V. tricolor Hook. (Laos, Indonésie – ostrovy Jáva až Bali)
- V. vipanii Rchb.f. (Myanmar)
- V. wightii Rchb.f. (jižní Indie)